# Râul Poiana, Arieș
Râul Poiana este un curs de apă afluent al râului Sohodol. 